# Julius Dittforth
Julius Dittforth, né le 16 août 1890 à Nienburg/Weser et mort le 14 août 1947 à Schkeuditz est un plombier, homme politique, syndicaliste et président de la Direction des chemins de fer nationaux allemands (Reichsbahndirektion) à Erfurt ainsi que du conseil municipal (SPD) de cette ville.

## Biographie
Julius Dittforth appartenait à une famille d'entrepreneurs en plomberie. Après avoir fréquenté l'école primaire, il entra en apprentissage pour se former au métier de plombier. Il était syndiqué depuis 1905. À partir de 1911, Dittforth étudie le génie civil à Rostock. Après avoir déménagé à Erfurt, il devient cheminot et rejoint le Parti social-démocrate d'Allemagne (SPD) en 1915. En 1920, il participe aux luttes pour vaincre le putsch de Kapp. Depuis 1924, il était président représentant le personnel de la "Reichsbahndirektion" d'Erfurt.
Après l'arrivée au pouvoir du parti nazi en 1933, il fut brièvement arrêté mais ensuite relâché. Dittforth était impliqué dans la résistance contre l'État nazi. Il faisait partie d'un groupe illégal de cheminots actifs à Erfurt et dans les environs. Plus tard, il fit partie d'un autre groupe de résistance les "Vieux Camarades", qui diffusait des informations sur le régime nazi auprès d'anciens syndicalistes. Après sa libération d'une « garde à vue » dont il fut l'objet en 1933, Dittforth travailla dans un bureau d'ingénierie. En 1944, il fut contraint au travail forcé à l'organisation Todt (OT).
En avril 1945, il est nommé président de la direction des chemins de fer d'État d'Erfurt. En tant que membre de la Fédération des socialistes démocrates (BDS) et du SPD, il a soutenu la construction de leur parti. En 1946, il a été élu au conseil municipal d'Erfurt.
En août 1947, il meurt dans un accident de chemin de fer. Sur le site de l'accident sur le talus de chemin de fer à Schkauditz, une croix commémorative a été érigée en sa mémoire et à celle du cheminot Paul Zwanka qui y fut également mortellement blessé.

## Source
- (de) Cet article est partiellement ou en totalité issu de l’article de Wikipédia en allemand intitulé « Julius Dittforth » (voir la liste des auteurs).